# Facteurs d'échange nucléotidiques
 (octobre 2021).
Si vous disposez d'ouvrages ou d'articles de référence ou si vous connaissez des sites web de qualité traitant du thème abordé ici, merci de compléter l'article en donnant les références utiles à sa vérifiabilité et en les liant à la section « Notes et références ».
Les facteurs d'échange nucléotidiques, GEF (Guanine nucleotide Exchange Factors) sont des protéines activant les GTPases.
Ces GTPases sont liées à un GDP dans leur conformation inactive, et liées à une GTP dans leur conformation active. Le GEF fonctionne donc en favorisant l'échange de la liaison à un GDT pour un GTP.